# オーストラリア・ニュージーランド銀行
オーストラリア・ニュージーランド銀行（オーストラリア・ニュージーランドぎんこう、Australia and New Zealand Banking Group Limited、略称：ANZ、ASX: ANZ, NZX: ANZ）は、オーストラリアの市中銀行。175年以上の歴史を有し、現在はオーストラリア・ニュージーランド・アジア・太平洋地域、そしてアメリカ・欧州･中東を含む32の国・地域で展開。ロゴは蓮（ロータス）をイメージしたものである。S&P/NZX 50構成銘柄。

## 企業の特徴
ANZは、例年オーストラリア大企業トップ10であり50％以上のシェアを持ち、ニュージーランドのトップ企業の1つとなっている（時価総額ベース） アジア地域や太平洋地域での活動も顕著であり、「スーパー・リージョナル・バンク」を目指している。豪系銀行の中で、アジアでのプレゼンス(拠点数)は最大で、オーストラリアでは、コモンウェルス銀行、ウェストパック銀行に次ぐ、オーストラリアで3番目に大きい銀行となっている（時価総額ベース）。
ANZは、グリニッチアソシエイツの2013年調査にて、アジア（日本を除く）において、第4位のコーポレートバンクに選ばれている 。
環境・持続可能な経営の観点からも、ANZは、ダウ・ジョーンズ・サステナビリティ・インデックスに6年間で5度目となる銀行部門のトップに選定されており、世界で最も「サステナブル（持続可能）」な銀行となっている（2012） 。
ANZ は、オーストラリア、ニュージーランドをはじめ、アジア太平洋地域においても、各種スポーツをスポンサーしている。全豪オープン（テニス）、上海ロレックス・マスターズ（テニス）、ラグビーワールドカップ2011 などのスポンサーを務めている他、2008 年以降、シドニーオリンピック開会式のメインスタジアムとして使用された競技場の命名権を有しており、「ANZ スタジアム」と呼ばれている。2013年2月に大阪で開催された2013ワールドベースボールクラシックの強化試合においては、日本代表チームと対戦したオーストラリア代表チームの公式日本スポンサーとなった。

## 日本における主な業務
主に法人向け業務を行っている。
かつては個人向け業務も行っていたが、2022年12月末で同部門を閉鎖し、希望者については本行と業務提携を締結したSBIホールディングス（新生銀行（現・SBI新生銀行）・SBI証券）に引き継いだ。
外貨定期預金、仕組み預金、海外送金、現地口座開設の媒介（オーストラリア、ニュージーランド）、オーストラリアドル・ニュージーランドドル、その他外貨の顧客との外国為替取引、金利スワップ、商品デリバティブ等の店頭デリバティブ取引、顧客との資金取引、コーポレートファイナンス、輸出金融・輸入金融、プロジェクト・ファイナンス。

## 主なサービス
下記は、主なパーソナル・バンキング業務の提供サービス。
- 外貨預金サービス
  - ANZプラス<外貨定期預金>

オーストラリアドル、ニュージーランドドルの外貨定期預金サービス。
- 円建て預金サービス
  - ANZプラス〈円定期預金〉

円建ての預金サービス
- 仕組み預金サービス
  - 南十字星（為替相場条件付預金「ANZ条件付デポジット」）円投資型

円定期預金に通貨オプション取引を組み合わせた仕組み預金。
- - 南十字星（為替相場条件付預金「ANZ条件付デポジット」）外貨投資型

外貨定期預金に通貨オプション取引を組み合わせた仕組み預金。
- - 南十字星（為替相場条件付預金「ANZ条件付デポジット」）外貨ペア型

外貨定期預金に通貨オプション取引を組み合わせた仕組み預金。
- 現地口座開設媒介サービス

日本から、ANZのオーストラリア及びニュージーランドの国内支店に普通預金口座を開設。
- 外国向け送金サービス

オーストラリア、ニュージーランド及び、ANZグループ向けの送金

## 沿革[8]
1835年　Bank of Australasiaとして、英国で設立（英国の銀行法による）。
1951年　Union Bank of Australiaと合併し、現在の銀行名に改称。
1969年　日本：東京に駐在員事務所を開設。
1977年　本店所在地を英国からオーストラリア（メルボルン）に移転。名実ともに、オーストラリアの銀行となる。
1985年　日本：東京支店を開設し、日本での営業を開始。
1987年　日本：個人投資家向けに外貨預金の販売を開始。
1989年　ニュージーランドのPost Bankを買収し、ニュージーランドでの営業基盤を拡大。
1990年　日本：大阪支店を開設し、西日本での営業基盤を拡大。
同年、National Mutual Royal Bank Limited とTown & Country Building Society（両行ともオーストラリア）を買収。
2001年　Bank of Hawaiiのパプアニューギニア、ヴァヌアツ、フィジーの支店を買収。
2002年　ING Groupと共同でオーストラリア及びニュージーランド国内において投資信託及び生命保険業務を開始。
2003年　The National Bank of New Zealandを買収。
2004年　カンボジアにてRoyal Groupと資本提携、銀行を設立。
2006年　中国Tianjin City Commercial Bankに出資。
2007年　最高経営責任者（CEO）にMike Smithを指名。
同年、ダウ・ジョーンズ・サステナビリティー・インデックス（Dow Jones Sustainability Index）において、リーディンググローバルバンクとの評価。
同年、マレーシアのAMMB Holdings Berhad、中国Shanghai Rural Commercial Bank、ベトナムのSaigon Securities Incorporation、ラオスのANZ Vientiane Commercial Bankに出資。
2009年　上海万博、全豪オープンテニス・グランドスラムアジア・パシフィック大会へのスポンサーを発表。
Royal Bank of Scotlandの台湾、シンガポール、インドネシア等の資産を買収。INGとのジョイント会社であったオーストラリア及びニュージーランド国内における資産運用・生命保険会社を100％子会社化。
同年、豪州の農業部門の金融会社Landmark Financial Serviceを買収。
2010年　日本：名古屋出張所を開設
2012年　日本：日本で個人投資家向けに外貨預金を開始して25周年を迎える。
2022年　日本：個人向け業務を終了した。
日本：J-MONEY 誌の東京外国為替市場調査より豪ドル・NZ ドルの通貨別ランキングで20年連続1位を獲得。
ニュージーランド現地法人 ANZ National Bank Limited をANZ Bank New Zealand Limited に商号変更。

## 日本における社会貢献活動[9]
ANZグループの社会貢献活動は、教育・雇用機会の創出、金融リテラシーの向上、サステナビリティ（持続可能な社会環境）の確保、都市・地方間の経済社会格差解消の各分野に焦点をあてながら、各国・地域の地域性や市場環境を考慮して柔軟に取り組んでいる。
- 東日本大震災に対するグループの取り組み：

2011年3月、ANZグループとして東日本大震災被災地への緊急・復興支援を合わせて100万豪ドルの寄付を発表。緊急支援としての赤十字社への義援金拠出だけでなく、中長期の復興を支える活動を支援。
ANZ在日支店は、被災地における中長期の復興を支援する一環として100万豪ドルの内5,300万円を、オーストラリアとニュージーランドの救援隊が支援した宮城県南三陸町に対し、教育の場として活用を願い、生涯教育施設の建設・整備に対して寄附。
ANZが全額寄附したこの建物は、2013年1月に落成式、2月1日に開館し、南三陸町内で初めて仮設でない公共施設の再建第1号となっている。オーストラリアと南三陸町の絆の拠点になることを願い、「南三陸町オーストラリア友好学習館」（愛称：コアラ館）と呼ばれている 。
- FITチャリティー・ランへの参加：

FIT（Financial Industry in Tokyo for Charity Run）チャリティー・ランは、金融サービス業界に従事する企業や社員が地域社会の一員として、社会貢献に取り組む姿勢を示すことのひとつとして2005年に始まったイベント。チャリティー・ランを通じて集められた寄付金は、地域に根ざした社会的に意義ある活動をしているものの十分な活動資金を確保できていない団体を支援するために活用される。ANZは、2009年より大会スポンサーとして協力している。

## 日本の支店
- 東京支店：東京都千代田区丸の内二丁目4番1号 丸の内ビルディング33階
- 大阪支店：大阪府大阪市北区梅田二丁目2番2号 ヒルトンプラザ ウエスト オフィスタワー17階